# Felicidades (filme)
Felicidades é uma comédia dramática ítalo-argentina de 2000 dirigido por Lucho Bender. Foi selecionado como representante da Argentina à edição do Oscar 2001, organizada pela Academia de Artes e Ciências Cinematográficas.

## Elenco
- Luis Machín - Juan
- Gastón Pauls - Julio
- Silke - Laura
- Pablo Cedrón - Rodolfo
- Carlos Belloso - Comediante
- Alfredo Casero - Fredi
- Marcelo Mazzarello
- Cacho Castaña - Cueto
- Fabián Arenillas - Aguilera